# 瘋狗 (DC漫畫)
瘋狗（英語：Wild Dog）是一名DC漫畫旗下的虛構超级英雄，首次登場於《瘋狗》#1（1987年9月），由麥斯·艾倫·柯林斯和泰瑞·比蒂所創作。瘋狗是一名街頭私刑執法者，會以面具蒙面並手持槍械的方式對付惡棍。
在電視劇《綠箭俠》中，瑞內·拉米雷茲（Rene Ramirez）是以此角為基礎並改寫的角色，由瑞克·岡薩雷斯飾演。

## 人物
瘋狗的真實身份為傑克·惠勒（Jack Wheeler）。傑克以橄欖球獎學金上了大學，但因受傷而退學，並應徵加入美國海軍陸戰隊以完成學業。在大多數同袍遭恐怖炸彈炸死後，他提出辭職。回到四方城（Quad Cities）後，他開始上夜班並與一個名為克萊兒（Claire）的同學交往。但未料，克萊兒卻在兩人約會時在傑克面前被槍殺。之後，據透露她是芝加哥犯罪領主的女兒，她離開了家人後開始了自己的新生活。
克萊兒的遺囑將傑克指定為她的唯一受益人，使他獲得了一筆龐大的財富。傑克對他目睹的所有死亡事件感到憤怒，但由於不確定如何進行，並在接受友人的建議下開始「用錢與暴徒鬥爭」。他以自己的身份開設了自己的汽車修理廠，然後秘密地追蹤對女友下殺手的幫派成員。傑克製作了一套迷彩褲、作戰靴、一件印有咆哮的紅狗圖案的當地大學橄欖球球衣（用來藏住他的防彈衣），以及一個曲棍球守門員面具來掩飾自己的身份。最後，他手持傑迪瑪蒂克衝鋒槍和一副帶電的「防震手套」順利地殺死了幫派頭目和殺害了克萊兒的殺手。
在他專屬的限量系列的第一期中，他介入了一場劫持人質事件並殺死了所有罪犯。他成功營救了一位瀕臨絕境的電視新聞記者後，SWAT隊長命令他的隊員要「像在街上的野狗一樣」朝他開槍，這使傑克從此被稱為「瘋狗」。他一開始的行動主要針對「社會變革委員會」（Committee for Social Change）領導的美國國內恐怖分子。同時，他還面臨著其他威脅，如國家道德軍團（National Legion for Morality），他們意圖利用縱火的方式來摧毀色情商品。
而當外星人入侵時，瘋狗亦會挺身而出；如當暴狼被派到紐約企圖殺死漫畫編輯麥克·卡林時，瘋狗是為阻止暴狼而招募的眾多人之一。而當中的其他成員則包括了黑禿鷹、燄魔、蓋瑞恩·貝克、蚤人（Human Flea）、斯特拉塔、天鵝絨虎（Velvet Tiger）和沃坦。

## 其他媒體

### 電視劇
- 綠箭宇宙：該角改名為瑞內·拉米雷茲，由瑞克·岡薩雷斯飾演[5]。
  - 《綠箭俠》
  - 《明日傳奇》

## 外部連結
- 在Comic Vine上的Wild Dog （页面存档备份，存于）